# Aypate
Aypate est un site archéologique appartenant à la culture inca situé dans le district d'Ayabaca de la province d'Ayabaca, département de Piura au nord du Pérou, à 10 km de la frontière avec l'Équateur.
Le complexe se trouve à 40 km au sud-est de la ville d'Ayabaca, à une altitude de 2 916 m sur la colline qui lui a donné son nom.

## Histoire
Aypate était, trois mille ans avant les Incas, un Apu (esprit des montagnes) important dans la vision du monde des peuples des montagnes du nord du Pérou qui y vivaient alors. 
Les Incas conquirent, en un temps relativement court, entre 1400 et 1532 un territoire immense sur lequel ils construisirent de nombreux centres provinciaux, répliques schématisées et symboliques de leur principal centre gouvernemental à Cuzco. 
Ces nouveaux centres avaient les principaux bâtiments institutionnels incas: akllawasi, ushnu, kallanka, qolqas, kanchas, des bains ou même des thermes et des zones pour loger les dirigeants de Cuzco en visite, disposés autour d'une place principale. 
Ces centres provinciaux étaient environ 120, dont quatre se trouvaient dans les montagnes de Piura: Aypate, Caxas, Huancabamba et Mitupampa.
Aypate était l'un de ces centres administratifs et le seul vestige inca restant dans la région de Piura. Il faisait partie du réseau des sites étapes du Qhapaq Ñan, le réseau routier de l'empire inca qui va de la Colombie au Chili, en passant par l’Équateur, le Pérou, la Bolivie et l’Argentine, ensemble de voies souvent appelé les « Chemins incas »,.
En 2014 le nombre de visiteurs a considérablement augmenté, atteignant les sept mille visiteurs annuels venant essentiellement de la région.

### Découverte
Ce que l'on sait aujourd'hui d'Aypate est le résultat d'un long processus de recherche. Les premières références contemporaines à Aypate remontent à 1802 grâce à l'explorateur Alexander Von Humboldt, qui sur son cheminà travers les Andes, a recueilli des informations auprès des habitants.
Ce n'est que dans les années 1970 que des études scientifiques ont été menées par l'archéologue italien Mario Polia (es)  arrivé à Aypate en 1971, qui en plusieurs saisons annuelles, a dressé le premier relevé topographique de la zone centrale du site, effectuant ensuite des fouilles dans divers secteurs et travaillant avec le soutien de l'université et du gouvernement régional de Piura. 
Des années plus tard, l'Institut National de la Culture (INC) s'implique dans la tâche de récupération du site et d'obtention de financement pour le projet de conservation. Ainsi, le « complexe archéologique d'Aypate » est enregistré auprès de l'INC en tant que zone archéologique immatérielle en 1989 et commence à recevoir des visiteurs, en particulier pendant la saison sèche.  
Aypate a été déclarée capitale archéologique du département de Piura par l'INC le 26 mai 1996 et sanctuaire historique régional et capitale archéologique de la région de Piura par le gouvernement régional. 
Encore des années après, en 2000, le tronçon de chaussée entre Yanchalá et Aypate est construit. De 2001 à 2010, des travaux de nettoyage sporadiques sont effectués. 
L'année 2011 est providentielle pour Aypate, car des propositions sérieuses et internationales s'intéressent au Qhapaq Ñan dans son intégralité, ce qui incluerait  la section binationale Pérou-Équateur qui relie Aypate et Las Pircas dans le dossier de candidature du réseau routier andin, pour son inscription sur la liste du patrimoine mondial de l'UNESCO.    

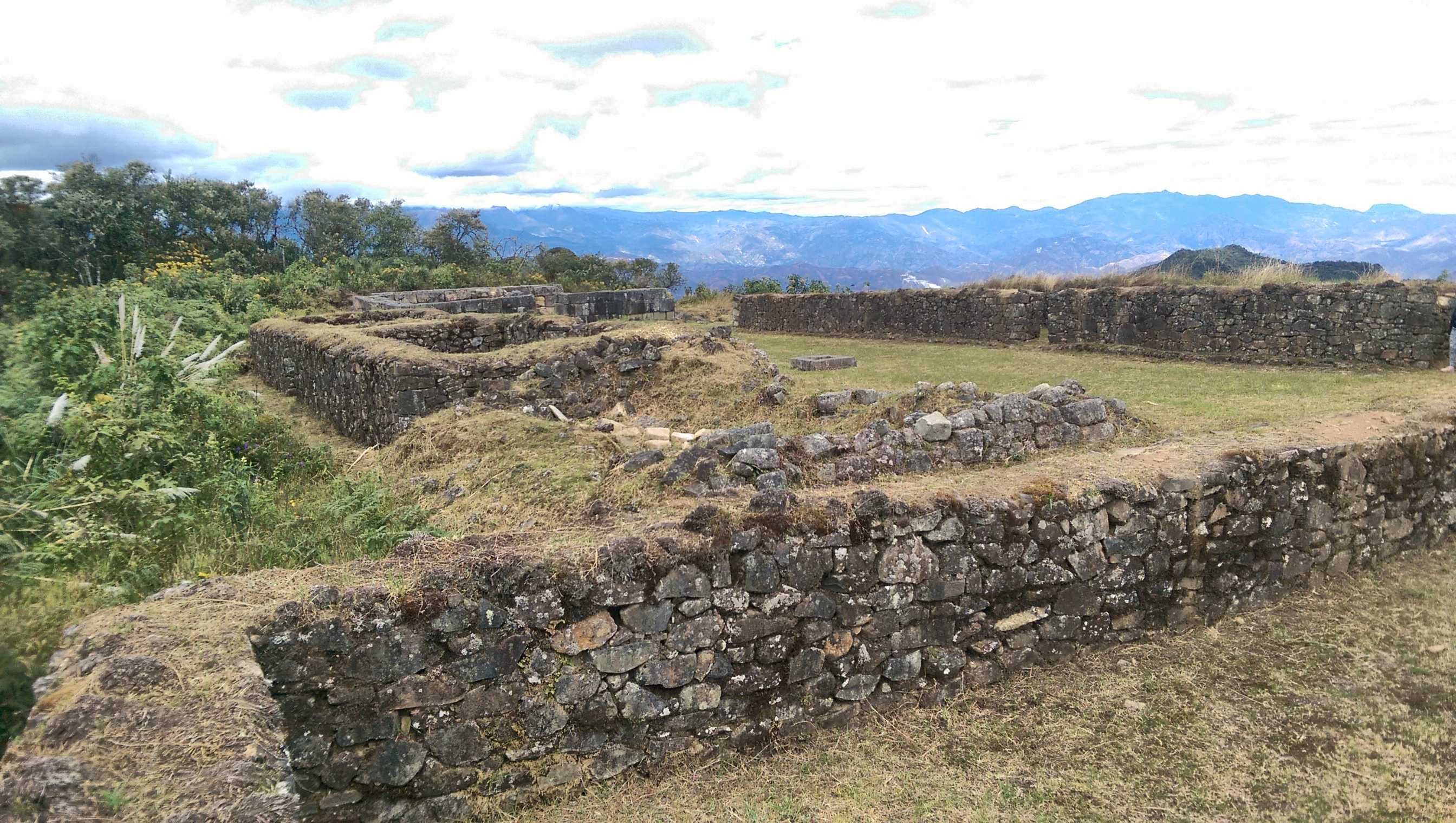
Des kanchas.

Ces propositions aboutissent en 2014 par l'inscription du « Chemins des Incas » au Patrimoine mondial (n°1459) en tant que « Qhapaq Ñan, réseau de routes andin » ce bien comprenant 273 sites individuels répartis entre les 6 pays concernés, soit sur plus de 11 400 ha, dont les 37 ha du segment Aypate et Las Pircas, incluant le Complejo Arqueológico de Aypate. Une cérémonie, à cette occasion le 24 juin 2014, a rassemblé plus de trois mille personnes sur le site.    
Ce choix, outre l'importance stratégique du site, était dû aux investigations archéologiques et ethnohistoriques menées dans la zone par de nombreux scientifiques  (Polia 1972, 1973, 1995; Hocquenghem 1989, 1998; Astuhuamán 1998, 2008) qui ont mis en évidence la pertinence du site et son importance historique.    
Aujourd'hui, le site archéologique est dans un état vulnérable lors de la saison des pluies et à cause de la surcharge de visiteurs.

## Description

### Éléments constitutifs du site

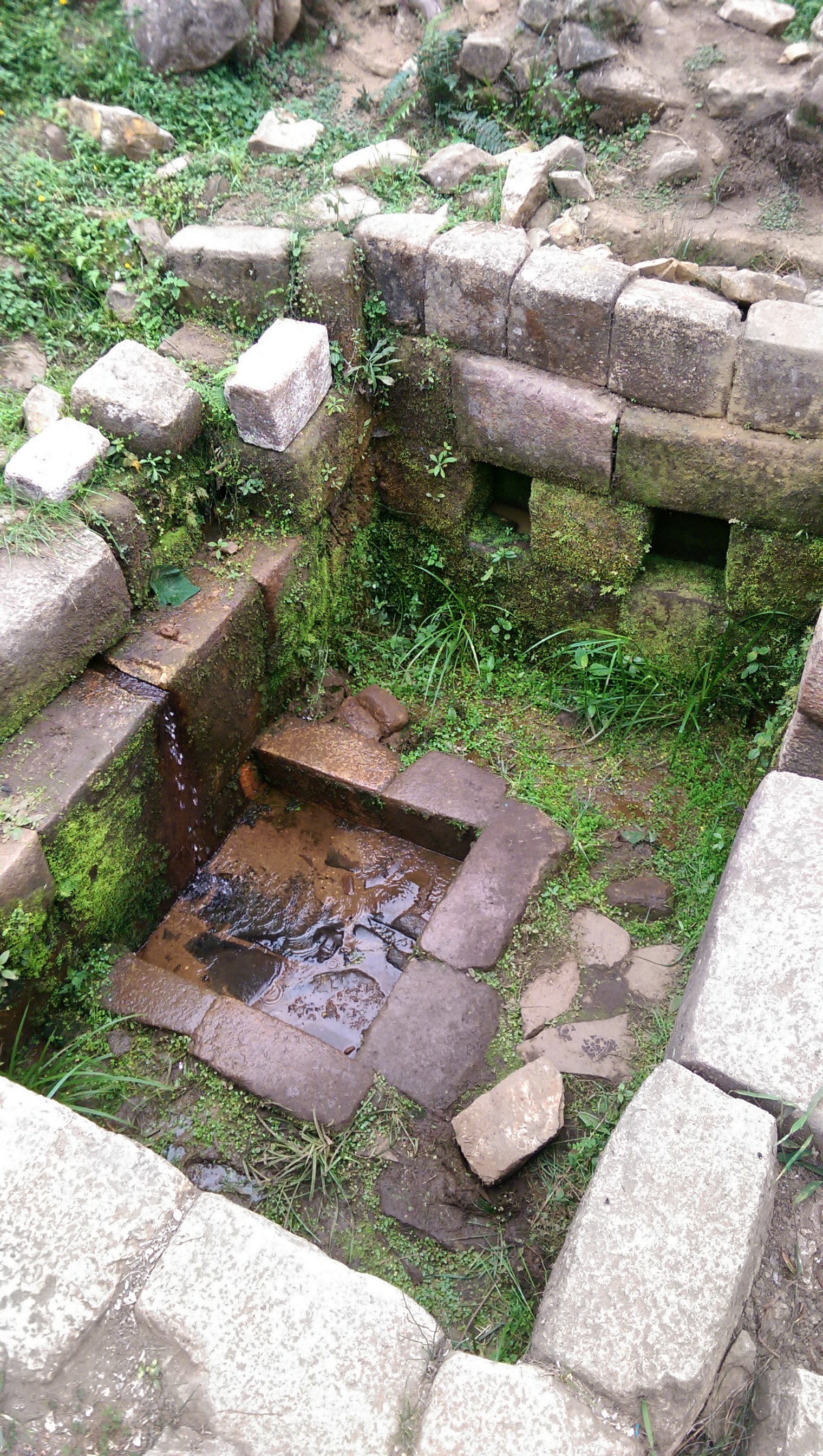
Le bain de l'inca.

Les structures du site ont été construites en pierres et sont dispersées dans un rayon de 2 km et sur environ 200 ha. Le complexe est composé d'une concentration de bâtiments principaux et de zones périphériques, répartis entre 2 560 et 2 920 m d'altitude sur les pentes, le plateau et le sommet de la colline d'Aypate.
La plus importante est constituée d'une terrasse de 500 × 300 m, les bâtiments sont répartis autour. Au sud-est se trouvent des enclos associés à deux places, à l'est, se trouve un centre cérémoniel avec un édifice pyramidal (la Pyramide de la Lune).
La zone périphérique abrite des bâtiments à usages domestiques et des magasins, ainsi que des bâtiments défensifs et des accès principaux.
- La place principale : la zone centrale est constituée d'une grande plaine qui constitue la place principale de plan trapézoïdal. Autour d'elle sont disposés les acllawasi, les kallanka et les usnhu, tous les bâtiments d'État typiques, présents uniquement dans les centres provinciaux incas.
- L'acllawasi : c'est dans ce bâtiment clos que vivaient les aclla-cuna (femmes choisies en quechua), regroupées dans des enclos disposés autour d'un patio, et destinées à la fabrication de nourriture, de chicha, de textiles et d'activités de culte. Sa façade est construite avec de gros blocs de granit rose finement travaillé, attachés à de grands murs de roche taillée et joints avec du mortier de boue, qui doit avoir été entièrement enduit d'argile rose.
- Le kallanka : grand bâtiment allongé sans subdivisions où séjournaient pèlerins, guerriers et colons (mitimaes). Situé sur un côté de la place, c'est le plus grand du Tawantinsuyu, avec plus de cent mètres de long et treize entrées avec des escaliers qui joignent la place principale.
- L'ushnu : c'est une construction pyramidale tronquée à trois niveaux en gradins en quinconce, située sur un côté de la place, où se déroulaient des activités rituelles. Près de l'ushnu, se trouve une structure quadrangulaire de travail raffiné en granit rose et jaune avec six niches, un conduit d'eau et une piscine.
- Les Colcas : grands bâtiments allongés avec des subdivisions où la nourriture était stockée, situés à l'entrée d'Aypate.
- Le Qhapaq Ñan : route non pavée, large de 8 m orientée sud-nord avec une bifurcation de 6 m de large (Ñaupa Ñan) , qui, venant du sud, se sépare du Qhapaq Ñan et entoure Aypate à l'est.
- Les "Palais" : ces chambres allongées disposées autour d'une cour, sont situées derrière le kallanka.
- Plateformes : ce sont des terrasses qui suivent le contour du relief du terrain, plantées de maïs.
- Haut du Cerro Aypate : ce sont des plates-formes décalées et superposées construites en l'honneur d'une très ancienne divinité andine (un Apu).
- Temple du soleil : il s'agit aussi de plates-formes similaires érigées pour le culte du soleil.
- Bain Inca : cette structure construite avec des roches sculptées où des bains rituels étaient pris, est placée sous le niveau de la place.
- Les Kanchas : ces unités architecturales de forme rectangulaire, construites avec des roches qui atteignent deux mètres de hauteur. Elles sont harmonieusement ordonnées autour de cours centrales (patio),  avec une enceinte. Certains d'entre eux sont stratégiquement situé sur les bords des collines, ou au sommet des petites collines adjacentes à Cerro Aypate, à proximité du premier sentier inca qui entoure Aypate.  Elles avaient des rôles d'observation et de contrôle de l'espace et des ressources.

Tous ces vestiges indiquent que les Incas ont construit des infrastructures, des bâtiments et des routes, à la fois dans la phase de conquête et de consolidation d'Aypate, au cours de son incorporation dans le Tawantinsuyu. Ce qui reste actuellement à Aypate correspond à l'occupation inca tardive.

### Les chemins des Incas

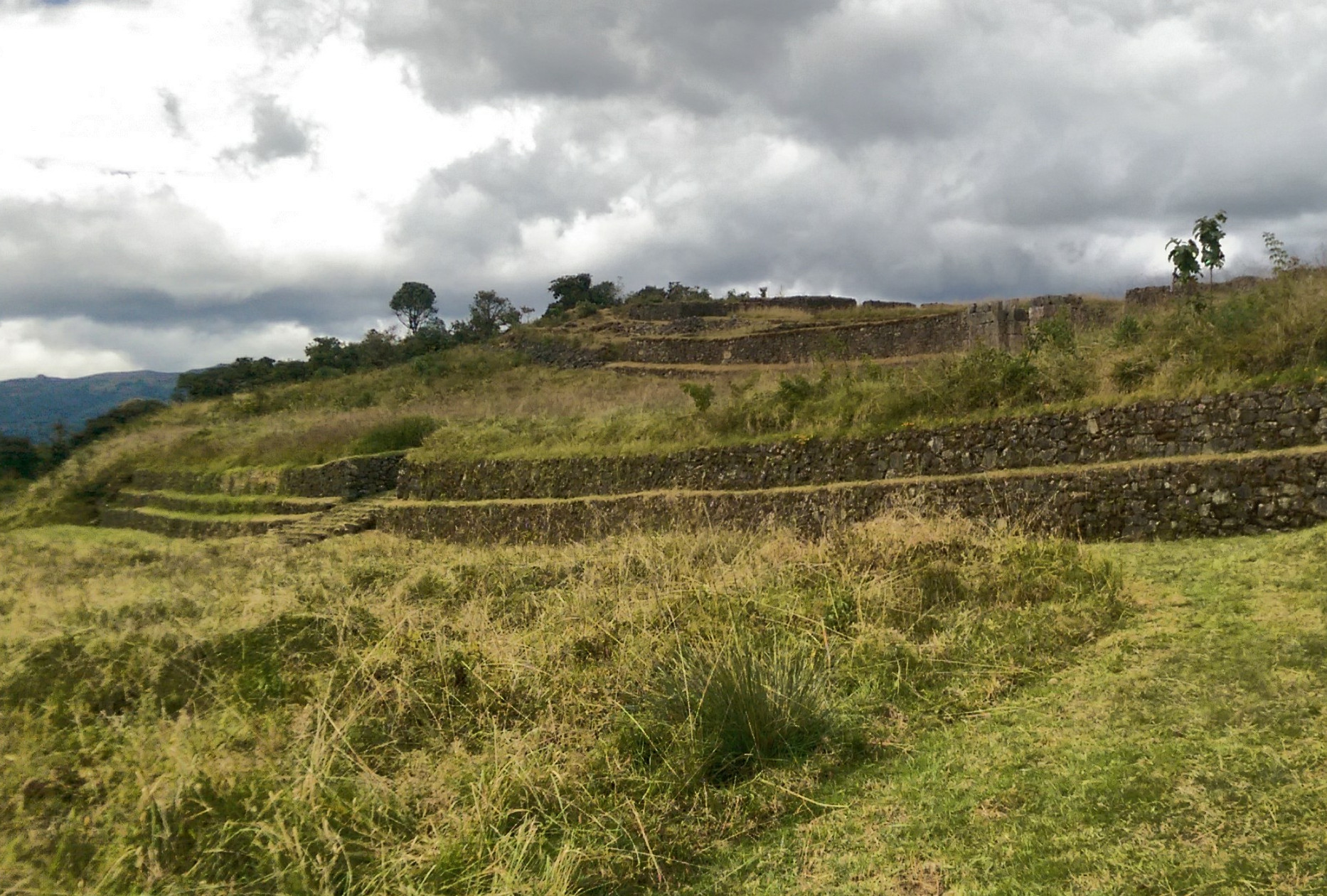
En haut à gauche, la forêt.

Lors des études préparatoires à l'inscription au patrimoine mondial, l'équipe d'archéologues a reconnu et défini un réseau de routes qui mènent de différents endroits à la plaine qui constitue l'accès principal au site. Le Qhapaq Ñan se dirige de cette esplanade vers la place principale, traverse un secteur de contrôle et parcourt un kilomètre.  
D'autres routes pavées internes ont également été identifiées et définies, avec des murs de soutènement et des murs d'enceinte, avec des escaliers pour franchir les pentes. Le premier le Ñaupa Ñan, est le mieux défini. Situé à l'est du site, il court sur une longueur considérable le bordant, converge avec le Qhapaq Ñan près de l'esplanade et se déplace parallèlement à celui-ci entre l'accès principal et la place Inca. C'est une route creusée dans un fossé, différente du Qhapaq Ñan, qui est faite de sol solide avec des alignements latéraux de roches et plus large que l'ancienne route inca.

## La forêt d'Aypate
Dans la partie ouest du site, se trouve une forêt de nuage principalement composé de plantes de la famille des Chloranthaceae, du genre Hedyosmum,  Miconia, des Podocarpaceae et dans la forêt secondaire d'espèces telles que Myrcianthes et Chionanthus. En outre, 67 espèces d'oiseaux menacées et endémiques ont été répertoriées.
La zone est sous la responsabilité de l'Institut national de la culture (INC) du Pérou, qui a juridiction sur 156 ha dans les environs du complexe. 